# اتحادیه فوتبال جبل طارق
اتحادیه فوتبال جبل طارق (انگلیسی: Gibraltar Football Association) نهاد اداره‌کننده مسابقات فوتبال در کشور جبل طارق است.
این اتحادیه که در ۱۸۹۵ تأسیس شده عضو یوفا و فیفا نیز می‌باشد و مقر آن در ورزشگاه ویکتوریا، جبل طارق است.
مسابقات لیگ برتر فوتبال جبل طارق زیر نظر این اتحادیه برگزار می‌شود.